# Raddea kangdingensis
Raddea kangdingensis är en fjärilsart som beskrevs av Chen 1993. Raddea kangdingensis ingår i släktet Raddea och familjen nattflyn. Inga underarter finns listade.